# Rauenia bonariensis
A Rauenia bonariensis, popularmente conhecido como sanhaçu-papa-laranja, sanhaçu-papa-fruta ou sanhaço-amarelo, é um pássaro pertencente à família dos tiês (Thraupidae), encontrado na Argentina, Uruguai, Brasil, Paraguai, Bolívia, Chile, Peru, e Equador.

## Caracterização
Há importante dimorfismo sexual. Os machos desta espécie de sanhaço são os mais coloridos de sua família, possuindo a cabeça de um azul-cerúleo vibrante, as asas do mesmo azul rajado com negro, o dorso negro, uma máscara negra na face e um colar negro em torno ao pescoço, sendo o peito e uropígio de um laranja também muito vivo, enquanto que as fêmeas são verde-pardacentas. Quando jovens apresentam uma coloração mais parda, a cabeça azulada e o peito amarelo. Adultos, medem cerca de 16 a 18 cm de comprimento.
São reconhecidas quatro subespécies, com ligeiras variações em colorido das penas e na área de ocorrência:
- Rauenia bonariensis bonariensis (Gmelin, 1789)
- Rauenia bonariensis composita Zimmer, 1944
- Rauenia bonariensis darwinii (Bonaparte, 1838)
- Rauenia bonariensis schulzei Brodkorb, 1938

Sua população não foi quantificada, mas é descrito como uma ave comum; tem uma larga área de ocorrência, e a tendência da população é se manter estável. Por isso a IUCN a classifica como espécie em condição pouco preocupante.

## Biologia e ecologia
Geralmente são aves muito ativas, conspícuas e barulhentas, frequentemente lançando um canto com uma série de 4 a 6 notas duplas. Vivem numa grande área que vai desde as encostas orientais dos Andes equatorianos, em altitudes de até 4 mil metros, até o litoral leste do sul da América do Sul, entre o estado brasileiro do Rio Grande do Sul e a Argentina. Preferem regiões de matas abertas ou degradadas, capões em descampados, jardins e parques urbanos, e áreas de cultivo, podendo viver em zonas de úmidas a semiáridas.
Vivem geralmente em pares ou pequenos bandos. Alimentam-se de frutas, insetos e, às vezes, folhas. Aparentemente realizam migrações, mas pouco se sabe em detalhe sobre seu comportamento na natureza. Pode ser que se desloquem seguindo a oferta variável de alimentos nas diferentes regiões.
Constroem um ninho em forma de taça em arbustos ou na copa de árvores, com fibras, folhas e penas. Sua reprodução também é pouco conhecida, mas foi relatado que fazem uma postura de 2 a 3 ovos de um azul muito claro com pintas coloridas. Incubam em 13 dias. Pode haver mais de uma postura em uma estação. É possível a reprodução em cativeiro, mas é preciso de um viveiro grande e arborizado, mantendo-se apenas um casal em cada área. No entanto, no Brasil é protegido e sua criação em cativeiro só pode ser feita com autorização do Ibama.